# Никарагуанские демократические силы
Никарагуанские демократические силы (исп. Fuerza Democrática Nicaragüense; FDN) — военно-политическая организация никарагуанской антисандинистской оппозиции 1980-х годов. Крупнейшая структура движения Контрас. Объединяли различные политические элементы, от крайне правых до леворадикальных, но в целом ориентировались на идеологию рейганизма. Вели гражданскую войну против правительства СФНО. Тесно сотрудничали с администрацией и спецслужбами США. Участвовали в международном антикоммунистическом Интернационале Джамбори. Прекратили вооружённую борьбу после политического урегулирования в Никарагуа и свободных выборов 1990 года. В настоящее время — общественная организация социально-благотворительного и историко-просветительского характера.

## Создание и лидеры
FDN были учреждены 11 августа 1981 года в Майами по инициативе никарагуанских оппозиционных активистов Хосе Франсиско Карденаля и Аристидеса Санчеса. При правлении Сомосы Карденаль был оппозиционером и подвергался преследованием, Санчес являлся сторонником властей. Однако тот и другой категорически отвергали сандинистский режим: первый — за антидемократизм, второй — за революционность.
В декабре 1982 к ним присоединился основатель Легиона 15 сентября Энрике Бермудес — бывший подполковник Национальной гвардии Сомосы, с 1979 начавший подпольную борьбу против сандинистов. Затем примкнул либеральный деятель Эдгар Чаморро, представитель влиятельного семейства никарагуанской элиты. В январе 1983 в FDN вступил Адольфо Калеро — бывший менеджер Coca-Cola, при Сомосе активист демократической оппозиции, непримиримый антикоммунист. В октябре 1983 Калеро занял пост председателя FDN.
28 декабря 1983 года было объявлено о создании военно-гражданского руководства FDN в составе:
- Адольфо Калеро, председатель и главнокомандующий
- Энрике Бермудес, командир вооружённых формирований
- Эдгар Чаморро, куратор пропаганды и внешних связей
- Индалесио Родригес, руководитель гражданских отделов

В 1984 Чаморро вышел из FDN из-за конфликтов с Калеро и Бермудесом. На его позиции в руководстве быстро выдвинулся Аристидес Санчес. Он также взял под контроль гражданские функциональные службы.
К концу 1984 определилось соотношение в руководстве FDN. Военную организацию возглавлял Энрике Бермудес. Идеологию и политический курс определял Адольфо Калеро, личный друг Рональда Рейгана. Он же контролировал финансирование организации. Связующим звеном между политическим руководством в Майами и военным командованием в гондурасских лагерях выступал Аристидес Санчес.

## Идеология и политика

### Антисандинистская консолидация
С политической точки зрения в FDN преобладали правые либералы и консерваторы. Взгляды Калеро характеризовались неоконсерватизмом. Бермудес и особенно Санчес были ближе к крайне правым (авторитарный традиционализм Санчеса включал элементы антиамериканизма, что осложняло его контакты в Вашингтоне).
Однако по мере советизации сандинистского режима шло пополнение FDN за счёт бывших сторонников и даже некоторых бывших активистов СФНО. В этом плане наиболее известен пример Эдена Пасторы, создавшего Революционно-демократический альянс (ARDE) и открывшего «южный фронт» с территории Коста-Рики. Ещё больший приток в ряды «северных» (базирующихся в Гондурасе) контрас обеспечило леворадикальное крестьянское ополчение MILPAS (Народная антисомосистская милиция) — воевавшее в союзе с СФНО против Сомосы, но быстро порвавшее с правящими сандинистами. К середине 1980-х большую часть региональных соединений FDN возглавляли выходцы из MILPAS. На определённом этапе выходцы из этой среды достигли примерно половины общей численности FDN.

Главные гражданские лидеры FDN, в первую очередь Адольфо Калеро и Артуро Крус, кажется, искренне стремится к созданию плюралистического демократического общества. Их экономические взгляды, хотя и далеки от воплощения принципов свободного рынка, явно предпочтительнее марксистской политики сандинистов и коррумпированной клептократии режима Сомосы. Большинство бойцов FDN происходят из крестьянского класса. Их вера в демократический капитализм проблематична, но мало что свидетельствует об их желании вернуться к авторитаризму времён Сомосы.

Тед Карпентер, эксперт Института Катона, июнь 1986

Важным сплачивающим фактором в идеологии FDN являлся своеобразный культ Хорхе Саласара — никарагуанского предпринимателя, лидера Союза сельскохозяйственных производителей, организатора мирной политической оппозиции правительству СФНО. 17 ноября 1980 Хорхе Саласар был убит агентами сандинистской госбезопасности. Его деятельность подавалась как пример патриотизма и демократизма, а судьба — как доказательство невозможности иных форм борьбы, кроме вооружённых. Вдова Саласара — Лусия Амада Карденаль — состояла в руководстве FDN. Именем Хорхе Саласара было названо воинское соединение FDN, которым командовал Исраэль Галеано — Команданте Франклин.
При всём идейно-политическом плюрализме, в целом идеология FDN формулировалась неоконсерватором Калеро. Дабы избегать расколов по этому признаку, председатель акцентировал не видение будущей общественной системы, а ближайшую общую задачу — свержение режима СФНО.

### Никарагуанское сопротивление иДжамбори
Весной 1985 года FDN составили основу коалиционного проекта Объединённая никарагуанская оппозиция. Её возглавил триумвират в составе Адольфо Калеро, Альфонсо Робело и Артуро Круса. Из троих лидеров только Калеро располагал реальными боевыми силами. Это позволяло ему игнорировать позиции партнёров. Из-за этого в начале 1987 Объединённая оппозиция распалась, но уже через несколько месяцев учредилась коалиция Никарагуанское сопротивление. В новом оппозиционном блоке по-прежнему доминировал Triángulo de Hierro — «Железный треугольник» FDN: Калеро—Бермудес—Санчес. Вооружённые силы RN почти целиком состояли из формирований FDN, штаб возглавлял Галеано.
2 июня 1985 Адольфо Калеро представлял никарагуанскую вооружённую оппозицию на международной конференции партизан-антикоммунистов в ангольском городе Джамба. FDN, наряду с ангольским движением УНИТА, моджахедским НИФА и лаосской ELOL, стали соучредителями Демократического Интернационала антикоммунистических повстанцев. Участие в международном форуме, на котором зачитывалось личное послание Рейгана, подчеркнуло значимость никарагуанской оппозиции в глобальной Холодной войне.

## Военная структура

### Известные командиры
Организация с самого начала создавалась не столько для политической, сколько для вооружённой борьбы. Военная организация FDN называлась Армия никарагуанского сопротивления — Ejército de la Resistencia Nicaragüense (ERN). FDN активно участвовали в гражданской войне против сандинистского режима. Именно вооружённые силы FDN, базировавшиеся в Гондурасе, являлись основной боевой силой движения Контрас. Это определило и политическое преобладание FDN среди контрас, и руководящую роль в движении «Железного треугольника».
Вооружённые формирования FDN структурировались следующим образом. Три отряда Destacamento (первичная ячейка примерно из 20 человек) составляли Grupo, из которых формировались территориальные Fuerza de tarea, объединяемые в несколько Comando regional. Наиболее известными полевыми командирами FDN являлись
- Энрике Бермудес (Команданте 3-80), бывший офицер Национальной гвардии
- Исраэль Галеано (Команданте Франклин), крестьянин
- Педро Пабло Ортис (Команданте Самоубийца), бывший сержант Национальной гвардии
- Франсиско Руис Кастеллон (Команданте Ренато), бывший офицер Национальной гвардии
- Роберто Кальдерон (Команданте Тоно), бывший офицер Национальной гвардии
- Бенито Браво (Команданте Мак), бывший национальный гвардеец
- Хосе Габриэль Гармендиа (Команданте Яхоб), крестьянин
- Энкарнасьон Вальдвиа Чаварриа (Команданте Тигрильо), бывший лидер MILPAS
- Франсиско Вальдвиа Чаварриа (Команданте Димас Тигрильо), брат Команданте Тигрильо, бывший командир MILPAS
- Мануэль Ругама (Команданте Аурелиано), помощник Команданте 3-80
- Оскар Собальварро (Команданте Рубен), бывший командир MILPAS
- Рамон Морено (Команданте Ригоберто), бывший командир MILPAS
- Деогенес Эрнандес Мембрено (Команданте Фернандо), протестантский священник

и ряд других.

### Утверждение командного центра
Отношения между командирами часто были натянутыми до враждебности. Это объяснялось не только личным соперничеством. Серьёзные проблемы создавались различиями в происхождении и политических взглядов. Сформировались три устойчивые группы: бывшие национальные гвардейцы, бывшие сандинисты, ранее аполитичные крестьяне и индейцы-мискито. Первые, как профессиональные военные, требовали безусловного повиновения. Вторые не желали подчиняться недавним сомосистам. Третьи не были склонны к соблюдению дисциплины и признанию какого-либо командования над своими отрядами.
Однако постепенно в FDN утвердился военно-командный центр во главе с Бермудесом, в целом контролировавший вооружённые формирования организации. В этом состояло отличие FDN от движения контрас в целом, где единого командования так и не удалось создать.

### Боевые действия
Наиболее интенсивные удары вооружённых сил FDN по СФНО пришлись на середину 1980-х. Скоординированное наступление контрас планировалось на 1986 год. Общая численность вооружённых формирований FDN достигла тогда 17 тысяч. Нанести серьёзное поражение правительственным войскам не удалось. Активность ограничивалась разрозненными боестолкновениями, терактами и диверсиями (важную роль в таких действиях играло спецподразделение Команданте Яхоба, подготовленное аргентинскими, американскими и израильскими инструкторами). Несмотря на все усилия, не удалось взять под контроль сколько-нибудь обширную территорию, чтобы объявить на ней о создании альтернативного правительства. Однако общий фон перманентного военного противостояния оказывал жёсткое давление на сандинистские власти и несомненно подрывал их политические позиции.
Последняя попытка военного решения была предпринята в конце 1987 — начале 1988. Решающая роль в наступлении отводилось формированию Команданте Франклина — Исраэля Галеано. Его бойцы нанесли ощутимые потери правительственной армии. В публичном выступлении Галеано мотивировал свои действия антикоммунистическими убеждениями и возмущением никарагуанских крестьян сандинистской политикой коллективизации.
Тяжёлые бои на рубеже 1987—1988 с военной точки зрения не привели к коренному перелому, но сыграли важную политическую роль. Сандинистское руководство вынуждено было пойти на переговоры о мирном урегулировании и во многом согласиться на условия, сформулированные Калеро.

## Связи с США
Адольфо Калеро был среди ключевых фигур операции Иран-контрас. Средства, незаконно полученные от тайной продажи оружия Ирану, предназначались в основном для финансирования FDN. В 1987 Калеро вызывался для дачи показаний в конгресс США. На слушаниях он признал конфиденциальные связи с подполковником Оливером Нортом, доверительный характер отношений и совместные операции. В то же время Калеро настаивал, что не был осведомлён о происхождении средств.
Левые организации США, пресса, некоторые конгрессмены многократно выступали с разоблачительными заявлениями о незаконных связях контрас, особенно их «северного фронта» (FDN) с ЦРУ. Известно, что взаимодействие с «северными контрас» осуществляли такие известные деятели американской дипломатии и спецслужб, как Эдвин Корр и Феликс Родригес.
Сами по себе связи FDN с американской администрацией не являлись секретом, Калеро был лично знаком с Рейганом. Президент США официально принимал председателя FDN в присутствии Оливера Норта. Поддержка контрас являлась важной установкой Доктрины Рейгана, тогда как FDN идейно и политически были наиболее близки к рейганизму.

## Урегулирование и окончание войны
Весной 1988 года сандинистское правительство вступило в переговоры с Никарагуанским сопротивлением. Делегацию контрас возглавлял председатель FDN Адольфо Калеро, делегацию СФНО — министр обороны Никарагуа Умберто Ортега, брат сандинистского президента Даниэля Ортеги.
Поначалу переговоры шли трудно, в атмосфере недоверия и взаимных обвинений. Однако впоследствии ситуация изменилась. Вопреки ожиданиям, Калеро и Ортега-младший довольно быстро нашли общий язык и согласовали схему урегулирования.
Соглашение Сапоа о прекращении огня и политическом диалоге между контрас и правительством было заключено 23 марта 1988 года. На дальнейших переговорах был согласован план политической реформы в Никарагуа, освобождения политзаключённых и проведения свободных выборов. Эти договорённости вызвали протесты радикально настроенных контрас во главе с Бермудесом. Однако компромиссную позицию Калеро поддержал Госдепартамент США.
На президентских выборах 25 февраля 1990 года победу одержала кандидат широкой антисандинистской коалиции (от консерваторов до коммунистов) Виолетта Барриос де Чаморро. Большинство мест в парламенте получил Национальный союз оппозиции. Первое правление СФНО закончилось. В день инаугурации нового президента 25 апреля 1990 Исраэль Галеано торжественно сдал автомат Виолетте Барриос де Чаморро, символически демонстрируя окончание гражданской войны.

## Традиция и сохранение
В послевоенной никарагуанской политике традицию Никарагуанских демократических сил в 1993—2006 продолжала Партия никарагуанского сопротивления (PRN). Однако с 2006 партия бывших контрас вошла в альянс с вернувшимся к власти СФНО.
Определённое сходство демонстрировали Никарагуанский либеральный альянс и Либерально-конституционная партия (ЛКП), представитель которой Арнольдо Алеман в 1997—2002 годах являлся президентом Никарагуа. На посту главы государства Алеман первоначально пользовался поддержкой Калеро. Но после сближения Алемана с Ортегой, фактического альянса ЛКП с СФНО и коррупционного скандала, возникшего вокруг Алемана, убеждённые контрас переориентировались на Независимую либеральную партию Эдуардо Монтеалегре. Индалесио Родригес и Оскар Собальварро входили в руководство партии.
Движение Fuerza Democrática Nicaragüense—Resistencia Nicaragüense (FDN—RN) функционирует как общественная некоммерческая организация, оказывающая социальную помощь бывшим контрас и членам их семей. Занимается также благотворительными проектами и историко-политическим просвещением. Председателем FDN—RN является Фанор Перес Мехиа.
В современной Никарагуа существует также Ассоциация никарагуанского сопротивления имени Исраэля Галеано (ARNIG). Возглавляет ARNIG сестра Команданте Франклина — Элида Мария Галеано Корнехо (политически она занимает просандинистские позиции, является депутатом Национальной ассамблеи от СФНО).
Лозунг ¡Viva FDN! выдвигают современные «реконтрас» из организаций Демократические силы Команданте 380, Вооружённые силы национального спасения — Армия народа, Никарагуанская патриотическая команда, возобновившие вооружённые атаки против СФНО на рубеже 2000—2010-х годов. Первое крупное формирование, возобновившее вооружённую борьбу с правительством, возглавлял в 2010 году Хосе Габриэль Гармендиа — бывший командир спецназа контрас Команданте Яхоб.
18 апреля 2015 года группа бывших командиров FDN во главе с Оскаром Собальварро (Команданте Рубен) объявила о создании антисандинистского оппозиционного блока Национальная коалиция за демократию. Крупнейшей структурой коалиции являлась Независимая либеральная партия. Собальварро называл задачей коалиции — свержение авторитарного режима Ортеги, возвращение Никарагуа на путь демократии и национального развития. При этом он подчеркивал, что речь идёт исключительно о мирной политической борьбе.

## Послевоенные судьбы
Энрике Бермудес осуждал соглашение с сандинистами, критически относился к правительству Барриос де Чаморро, считал необходимым довести до конца разгром СФНО. Был убит при невыясненных обстоятельствах в 1991 году.
Аристидес Санчес также отверг компромисс с СФНО, не признал итоги выборов 1990. Выступал политическим лидером радикального движения реконтрас. Арестовывался за организацию массовых беспорядков. Скончался в 1993 году.
Адольфо Калеро занимался юридической практикой в Манагуа, поддерживал праволиберальные политические силы. Написал мемуары «Хроника Контрас». Скончался в 2012 году.
Исраэль Галеано был чиновником правительства Барриос де Чаморро. При этом придерживался радикальных позиций, близких Бермудесу и Санчесу. Погиб в автокатастрофе в 1992 году.
Элида Галеано политически сблизилась с сандинистами, является депутатом парламента от СФНО. При этом возглавляет общественную ассоциацию имени своего брата. Стала автором закона, установившего национальный праздник День никарагуанского сопротивления.
Хосе Габриэль Гармендиа работал в госкомпании водоснабжения. В 2009 возобновил вооружённую борьбу против сандинистов. Убит в боестолкновении в 2011 году.
Энкарнасьон Вальдвиа Чаварриа был активистом PRN. Скончался в 2013 году.
Роберто Феррей является одним из лидеров PRN, выступает как союзник СФНО.
Индалесио Родригес является почётным председателем оппозиционной Независимой либеральной партии.
Оскар Собальварро — оппозиционный политик, один из руководителей Независимой либеральной партии.